# Lasioglossum coeruleodorsatum
Lasioglossum coeruleodorsatum là một loài Hymenoptera trong họ Halictidae. Loài này được Strand mô tả khoa học năm 1911.